# Stanley County
Stanley County är ett administrativt område i delstaten South Dakota, USA, med 2 966 invånare. Den administrativa huvudorten (county seat) är Fort Pierre. 

## Geografi
Enligt United States Census Bureau så har countyt en total area på 3 929 km². 3 738 km² av den arean är land och 191 km² är vatten. 

### Angränsande countyn
- Dewey County, South Dakota - nord
- Sully County, South Dakota - nordost
- Hughes County, South Dakota - öst
- Lyman County, South Dakota - sydost
- Jones County, South Dakota - syd
- Haakon County, South Dakota - väst